# Metaltella imitans
Espèce
Synonymes
- Amaurobius imitans Mello-Leitão, 1940

Metaltella imitans est une espèce d'araignées aranéomorphes de la famille des Desidae.

## Distribution
Cette espèce est endémique d'Argentine.

## Publication originale
- Mello-Leitão, 1940 : Arañas de la provincia de Buenos Aires y de las gobernaciones de La Pampa, Neuquén, Río Negro y Chubut. Revista del Museo de La Plata (N.S., Zoología), vol. 2, p. 3-62.